# Пуэбло (округ)
Пуэ́бло (англ. Pueblo County) — округ в штате Колорадо, США. Официально образован в 1861 году. По состоянию на 2010 год, численность населения составляла 159 063 человека.

## География
По данным Бюро переписи США, общая площадь округа равняется 6 210,826 км2, из которых 6 179,746 км2 суша и 31,080 км2 или 0,500 % это водоёмы.

## Население
По данным переписи населения 2007 года в округе проживает 154 712 жителей в составе 59 956 домашних хозяйств и 40 084 семей. Плотность населения составляет 23,00 человека на км2. На территории округа насчитывается 67 314 жилых строений, при плотности застройки около 10,00-ти строений на км2. Расовый состав населения: белые — 79,47 %, афроамериканцы — 1,90 %, коренные американцы (индейцы) — 1,59 %, азиаты — 0,65 %, гавайцы — 0,07 %, представители других рас — 12,93 %, представители двух или более рас — 3,38 %. Испаноязычные составляли 37,97 % населения независимо от расы.
В составе 31,50 % из общего числа домашних хозяйств проживают дети в возрасте до 18 лет, 50,10 % домашних хозяйств представляют собой супружеские пары проживающие вместе, 13,30 % домашних хозяйств представляют собой одиноких женщин без супруга, 31,60 % домашних хозяйств не имеют отношения к семьям, 26,60 % домашних хозяйств состоят из одного человека, 11,10 % домашних хозяйств состоят из престарелых (65 лет и старше), проживающих в одиночестве. Средний размер домашнего хозяйства составляет 2,52 человека, и средний размер семьи 3,04 человека.
Возрастной состав округа: 25,80 % моложе 18 лет, 9,40 % от 18 до 24, 27,20 % от 25 до 44, 22,40 % от 45 до 64 и 22,40 % от 65 и старше. Средний возраст жителя округа 37 лет. На каждые 100 женщин приходится 95,80 мужчин. На каждые 100 женщин старше 18 лет приходится 92,50 мужчин.
Средний доход на домохозяйство в округе составлял 41 283 USD, на семью — 50 143 USD. Среднестатистический заработок мужчины был 0 USD против 0 USD для женщины. Доход на душу населения составлял 21 656 USD. Около 11,20 % семей и 14,90 % общего населения находились ниже черты бедности, в том числе — 19,70 % молодёжи (тех, кому ещё не исполнилось 18 лет) и 8,70 % тех, кому было уже больше 65 лет.